# Secret (grupo sul-coreano)
Secret (hangul: 시크릿; rr: Sikeuris; MR: Sikŭrit; mais frequentemente estilizado como SECRET) é um grupo feminino formado pela TS Entertainment em 2009. Atualmente, encontra-se inativo. O grupo Lançou seu single de estreia, "I Want You Back", em 13 de outubro de 2009. Em 2010, elas lançaram dois extended plays intitulados Secret Time e Madonna, com os singles principais "Magic" e "Madonna", respectivamente.
Em 2011, Secret lançou três outros singles, "Shy Boy", "Starlight Moonlight" e "Love is Move". Jieun, a vocalista principal, também lançou um single solo intitulado "Going Crazy", com a participação do líder do B.A.P, Bang Yong Guk. Em agosto de 2011, o grupo fez sua estreia oficial no Japão. Secret foi o terceiro girl group coreano a estrear no top dez das paradas da Oricon, com Kara e Girls' Generation sendo o primeiro e segundo grupos, respectivamente. Em outubro de 2011, Secret lançou seu primeiro álbum de estúdio, Moving in Secret. Com o apoio de seu terceiro single em japonês, "So Much For Goodbye", o grupo embarcou em uma turnê promocional no Japão intitulada "Secret 1st Japan Tour", realizada em março de 2012.
As quatro integrantes que consistiram o grupo em seu auge são; Hyosung, Hana, Sunhwa e Jieun.

## Processos de Jieun e Hyosung contra a TS Entertainment
Em Agosto de 2017, Jieun entrou com um processo no Conselho de Arbitragem Comercial da Coreia para verificar que seu contrato com a TS Entertainment não é mais válido por conta da empresa não estar seguindo os termos assinados, incluindo gerenciamento básico e falta de pagamentos. Jieun citou 3 motivos: O pagamento não adequado de sua participação no drama “Sweet Home, Sweet Honey”. O segundo é que o contrato [Para o drama, aparentemente] foi assinado contra a vontade dela, e a TS prometeu reembolsá-la através de lições e pagamentos de aluguel de casa e carro que não foram cumpridas, com a empresa atrasando os pagamentos constantemente. Por fim, os direitos de exclusividade da cantora foram transferidos para terceiros sem a autorização dela. O segundo e terceiro motivos foram aceitos pelo conselho, que alega que ‘A transferência dos direitos de exclusividade do artista é muito importante, e qualquer violação resulta na quebra do contrato.’.
Em 5 de março, a advogada de Hyosung revelou que entrou com uma ação civil contra a TS Entertainment em setembro de 2017 para confirmar que seu contrato com a agência não é mais válido. O advogado de Hyosung declarou: "Primeiro, há pagamentos que Jun Hyo-sung não recebeu. A TS Entertainment também transferiu os direitos de gerenciamento conferidos por seu contrato exclusivo com a cantora para outra parte sem o consentimento da própria Jun Hyoseong. Isso não é apenas uma clara violação de seu contrato, mas também é uma fonte de instabilidade em suas promoções como cantora." Ele também afirmou que seria improvável que Hyosung permanecesse uma integrante do Secret enquanto sob a TS Entertainment, dada a situação e a falta de confiança e comunicação entre a agência e Hyosung.
A TS Entertainment negou os rumores sobre o fim do grupo.

## Integrantes
- Hana (hangul: 하나), nascida Jung Ha-na (hangul: 정하나) em 2 de fevereiro de 1990 (35 anos) em Seul, Coreia do Sul.

### Passadas
- Hyosung (hangul: 효성), nascida Jun Hyo-sung (hangul: 전효성) em 13 de outubro de 1989 (35 anos) em Cheongju, Chungcheong do Norte, Coreia do Sul.
- Jieun (hangul: 지은), nascida Song Ji-eun (hangul: 송지은) em 5 de maio de 1990 (34 anos) em Seul, Coreia do Sul.
- Sunhwa (hangul: 선화), nascida Han Sun-hwa (hangul: 한선화) em 6 de outubro de 1990 (34 anos) em Busan, Coreia do Sul.

## Discografia
Ver artigo principal: Discografia de Secret
| Álbuns de estúdio - 2011: Moving in Secret Mini-álbuns / EPs - 2010: Secret Time - 2010: Madonna - 2012: Poison - 2013: Letter From Secret - 2014: "Secret Summer" Álbuns single - 2011: Shy Boy - 2011: Starlight Moonlight - 2013: Gift From Secret | Àlbuns - 2012: Welcome to Secret Time Mini-álbuns / EPs - 2011: Shy Boy Álbuns single - 2011: Madonna - 2012: So Much For Goodbye - 2012: Twinkle Twinkle |

## Turnês
- Secret 1st Japan Tour "SECRET TIME" (2012)[7]

### Reality shows
- 2009: Secret Story
- 2011: MTV Secret Diary